# Santuario del Señor de Locumba
La  basílica menor del Señor de los Pies Quemados, llamada también santuario del Señor de Locumba, es una iglesia ubicada en la ciudad de Locumba ubicada en la  provincia de Jorge Basadre (Tacna, Perú). En él se venera al Señor de Locumba, o Cristo de los Pies Quemados, una efigie de Jesús de Nazaret crucificado. Según la tradición, esta imagen sagrada se apareció milagrosamente el 14 de septiembre de 1776 a un hacendado, y desde entonces se ha guardado en el distrito de Locumba.
Este santuario es un sitio de peregrinaje popular, sobre todo durante la Fiesta del Señor de Locumba que se realiza cada año el 14 de septiembre.
El templo fue destruido por la lluvias y un terremoto acaecido el 13 de mayo de 1784, tras lo cual fue reconstruido.
Tiene una nave central de bóveda de medio cañón.

## Patrimonio Cultural de la Nación
La festividad en honor al señor de Locumba y su peregrinaje han sido declaradas Patrimonio Cultural de la Nación por el Ministerio de Cultura en mayo de 2015. Con este anuncio el santuario fue reconvertido en basílica menor por el obispo de la Diócesis de Tacna y Moquegua, monseñor Marco Antonio Cortez Lara.